# Иеремия (Анхимюк)
Архиепи́скоп Иереми́я (пол. Arcybiskup Jeremiasz, в миру Ян Анхимюк, пол. Jan Anchimiuk; 3 октября 1943, Одрынки, около Белостока — 17 апреля 2017, Вроцлав) — епископ Польской православной церкви, архиепископ Вроцлавский и Щецинский, профессор.

## Биография
Родился в Одрынках, около Белостока.
C 1957 по 1961 года учился в гимназии в Варшаве. С 1961 по 1965 года обучался в православной семинарии в Варшаве. С 1965 по 1966 года писал кандидатскую диссертацию в Московской духовной академии. С 1966 по 1968 года обучался на теологическом факультете в Цюрихе. В 1968 году преподавал в православной семинарии в Варшаве.
В 1975 году входил в состав Центрального Совета Всемирного совета церквей (ВСЦ) в Женеве.
22 февраля 1977 года ему присвоена степень доктора богословия за работу «Origines and modern Exegesis». В 1979 году — лектор NT. В 1980 году — доктор habilitatus (Elemente von Anthropologie und Angeologie 1 Kor. 6, 3), профессор.
2 февраля 1983 митрополитом варшавским и всея Польши Василием (Дорошкевичем) рукоположён во диакона, 9 февраля того же года — во священника. 26 февраля 1983 года пострижен в монашество с именем Иеремия. 6 марта того же года возведён в сан архимандрита.

### Архиерейство
6 марта 1983 года определён, а 13 марта в соборе святой Марии Магдалины в Варшаве хиротонисан во епископа Бельского, викария Варшавской митрополии. Чин хиротонии совершили митрополит Варшавский Василий, епископ Белостоцкий и Гданьский Савва (Грыцуняк), епископ Лодзинский и Познанский Симон (Романчук) а также епископ Перемышльский и Новосондецкий Адам (Дубец).
В июле 1983 года определён быть епископом Вроцлавским и Щецинским. Торжественная интронизация состоялась 20 августа 1983 года.
В 1983 году назначен Председателем Отдела внешних церковных связей Польской православной церкви.
В 1997 году возведен в сан архиепископа.
С 1996 по 2003 год — ректор Христианской богословской академии в Варшаве.
С 1999 года — член Межправославной комиссии ВСЦ в Женеве.
С 2000 по 2006 года — Президент экуменического Совета Польши.
В 2008 году вновь избран ректором Христианской богословской академии в Варшаве.
3 июля 2011 года принял участие в торжествах случаю 40-летия Первосвятительской интронизации Патриарха Болгарского Максима, прошедших в Патриаршем кафедральном соборе во имя святого благоверного князя Александра Невского в Софии.